# Чемпионат Эквадора по футболу
Чемпионат Эквадора по футболу — профессиональное соревнование по футболу, в котором выявляется чемпион Эквадора. Полное наименование турнира: Campeonato Ecuatoriano de Fútbol Copa Pilsener. Также иногда встречается сокращение названия до «Серия А Эквадора».
Первый турнир состоялся в 1957 году (чемпион — «Эмелек» из Гуаякиля). Действующий чемпион — «Барселона» из Гуаякиля, для которой этот титул стал шестнадцатым в истории. За всё время проведения четырежды чемпионом страны становились клубы, не представляющие Кито либо Гуаякиля — «Ольмедо» из Риобамбы в 2000 году, «Депортиво Куэнка» (Куэнка) в 2004 году, «Дельфин» (Манта) в 2019 году и «Индепендьенте дель Валье» (Сангольки) в 2021 году.
Кубок Эквадора до 2018 года не проводился. Первый розыгрыш этого турнира прошёл в сезоне 2018/19, а затем будет синхронизирован с годичным календарём чемпионата.

## История
Футбол в Эквадоре до 1950 года пребывал на любительском уровне, после чего Футбольная ассоциация Гуаяс (исп. Asociación de Fútbol del Guayas [AFG]) стала профессиональной и провела свой первый официальный турнир (для клубов, базировавшихся в Гуаякиле). Профессиональный футбольный чемпионат Гуаякиля (Campeonato Professional de Fútbol de Guayaquil) впервые состоялся в 1951 году, его победителем стал «Рио Гуаяс».
В 1954 году Футбольная ассоциация Пичинчи (ныне Asociación de Fútbol No Amatur de Pichincha [AFNA]) решила стать профессиональной и провести собственный официальный турнир (для клубов из Кито и Амбато). Первый «Межандский профессиональный чемпионат» (исп. Campeonato Professional Interandino) состоялся в 1954 году; его победителем стал ЛДУ Кито.
Таким образом, к середине 1950-х годов в Эквадоре проводилось два профессиональных чемпионата высшего уровня, но победители этих турниров не могли претендовать на звание национального чемпиона. Это изменилось в 1957 году, когда был организован национальный футбольный турнир для победителей двух лиг. Первый чемпионат Эквадора по футболу разыгрывался между чемпионом и вице-чемпионом Гуаякиля 1957 года («Эмелек» и «Барселона» соответственно) и чемпионом и вице-чемпионом Межандского чемпионата 1957 года («Депортиво Кито» и «Аукас» соответственно). «Эмелек» выиграл турнир и стал первым национальным чемпионом Эквадора.
В 1958 и 1959 годах чемпионат не проводился. Турнир был возрождён в 1960 году, что и в 1957, но число участников выросло с четырёх до восьми. Данный формат существовал до 1967 года, когда произошёл ряд изменений: 1) С 1967 года региональные перестали проводиться; 2) Команды, участвующие в национальном первенстве с 1968 года, теперь стали участниками «Первой категории»; 3) Был организован Второй дивизион эквадорского футбола («Вторая категория»), и с 1967 года была введена система понижения и повышения между лигами.
В 1971 году Первая категория была поделена на две серии: Серия А и Серия В. Серия A должна была стать высшей лигой клубного футбола в Эквадоре, Серия B — второй, а Второй дивизион — третьей. В период с 1983 по 1988 год Серия B была объединена со Вторым дивизионом, но формат Серии A остался без изменений. Серия B была возрождена в 1989 году и по сей день носит статус второго по силе дивизиона.
В 2005 году чемпионат Эквадора был разделён на два турнира, и за календарный год состоялось два чемпионата — Апертура и Клаусура. В 2006 году турнир вернулся к прежнему годичному формату.

## Формат
Формат эквадорской Серии А постоянно меняется. Наиболее распространённым является двухэтапный турнир, в котором команды выходят в мини-лигу для определения чемпиона. Нынешний формат был введён в 2019 году. Число команд в лиге выросло с 12 до 16. На первом этапе прошёл двухкруговой турнир из 30 туров. На втором этапе в плей-офф восемь лучших команд регулярного первенства выявляют чемпиона страны. Четвертьфинал, полуфинал и финал играются в два матча — дома и в гостях. При этом на первых двух стадиях в случае равенства по итогам двух игр в следующий раунд проходит команда, занявшая более высокое место в регулярном чемпионате. И лишь в финале предусмотрена серия пенальти.
Понижение происходит после второго этапа и определяется с использованием сводной таблицы первых двух этапов. Команды также соревнуются за места в следующих розыгрышах Кубка Либертадорес и Южноамериканского кубка.

## Состав Серии А в 2022 году
| Клуб                     | Город           |
| ------------------------ | --------------- |
| 9 октября                | Гуаякиль        |
| Аукас                    | Кито            |
| Барселона                | Гуаякиль        |
| Гваласео                 | Гваласео/Асогес |
| Гуаякиль Сити            | Гуаякиль        |
| Дельфин                  | Манта           |
| Депортиво Куэнка         | Куэнка          |
| Индепендьенте дель Валье | Сангольки       |
| Кумбая́                   | Кито            |
| ЛДУ Кито                 | Кито            |
| Макара                   | Амбато          |
| Мушук Руна               | Амбато          |
| Оренсе                   | Мачала          |
| Текнико Университарио    | Амбато          |
| Универсидад Католика     | Кито            |
| Эмелек                   | Гуаякиль        |

## Чемпионы и вице-чемпионы
| Год    | Чемпион                  | Вице-чемпион             |
| ------ | ------------------------ | ------------------------ |
| 1957   | Эмелек                   | Барселона Г.             |
| 1960   | Барселона Г.             | Эмелек                   |
| 1961   | Эмелек                   | Патрия                   |
| 1962   | Эверест                  | Барселона Г.             |
| 1963   | Барселона Г.             | Эмелек                   |
| 1964   | Депортиво Кито           | Эль Насьональ            |
| 1965   | Эмелек                   | 9 Октября                |
| 1966   | Барселона Г.             | Эмелек                   |
| 1967   | Эль Насьональ            | Эмелек                   |
| 1968   | Депортиво Кито           | Барселона Г.             |
| 1969   | ЛДУ Кито                 | Америка Кито             |
| 1970   | Барселона Г.             | Эмелек                   |
| 1971   | Барселона Г.             | Америка Кито             |
| 1972   | Эмелек                   | Эль Насьональ            |
| 1973   | Эль Насьональ            | Универсидад Католика К.  |
| 1974   | ЛДУ Кито                 | Эль Насьональ            |
| 1975   | ЛДУ Кито                 | Депортиво Куэнка         |
| 1976   | Эль Насьональ            | Депортиво Куэнка         |
| 1977   | Эль Насьональ            | ЛДУ Кито                 |
| 1978   | Эль Насьональ            | Текнико Университарио    |
| 1979   | Эмелек                   | Универсидад Католика К.  |
| 1980   | Барселона Г.             | Текнико Университарио    |
| 1981   | Барселона Г.             | ЛДУ Кито                 |
| 1982   | Эль Насьональ            | Барселона Г.             |
| 1983   | Эль Насьональ            | 9 Октября                |
| 1984   | Эль Насьональ            | 9 Октября                |
| 1985   | Барселона Г.             | Депортиво Кито           |
| 1986   | Эль Насьональ            | Барселона Г.             |
| 1987   | Барселона Г.             | Филанбанко               |
| 1988   | Эмелек                   | Депортиво Кито           |
| 1989   | Барселона Г.             | Эмелек                   |
| 1990   | ЛДУ Кито                 | Барселона Г.             |
| 1991   | Барселона Г.             | Вальдес                  |
| 1992   | Эль Насьональ            | Барселона Г.             |
| 1993   | Эмелек                   | Барселона Г.             |
| 1994   | Эмелек                   | Эль Насьональ            |
| 1995   | Барселона Г.             | Эсполи                   |
| 1996   | Эль Насьональ            | Эмелек                   |
| 1997   | Барселона Г.             | Депортиво Кито           |
| 1998   | ЛДУ Кито                 | Эмелек                   |
| 1999   | ЛДУ Кито                 | Эль Насьональ            |
| 2000   | Ольмедо                  | Эль Насьональ            |
| 2001   | Эмелек                   | Эль Насьональ            |
| 2002   | Эмелек                   | Барселона Г.             |
| 2003   | ЛДУ Кито                 | Барселона Г.             |
| 2004   | Депортиво Куэнка         | Ольмедо                  |
| 2005-А | ЛДУ Кито                 | Барселона Г.             |
| 2005-К | Эль Насьональ            | Депортиво Куэнка         |
| 2006   | Эль Насьональ            | Эмелек                   |
| 2007   | ЛДУ Кито                 | Депортиво Куэнка         |
| 2008   | Депортиво Кито           | ЛДУ Кито                 |
| 2009   | Депортиво Кито           | Депортиво Куэнка         |
| 2010   | ЛДУ Кито                 | Эмелек                   |
| 2011   | Депортиво Кито           | Эмелек                   |
| 2012   | Барселона Г.             | Эмелек                   |
| 2013   | Эмелек                   | Индепендьенте дель Валье |
| 2014   | Эмелек                   | Барселона Г.             |
| 2015   | Эмелек                   | ЛДУ Кито                 |
| 2016   | Барселона Г.             | Эмелек                   |
| 2017   | Эмелек                   | Дельфин                  |
| 2018   | ЛДУ Кито                 | Эмелек                   |
| 2019   | Дельфин                  | ЛДУ Кито                 |
| 2020   | Барселона (Гуаякиль)     | ЛДУ Кито                 |
| 2021   | Индепендьенте дель Валье | Эмелек                   |
| 2022   | Аукас                    | Барселона (Гуаякиль)     |
| 2023   | ЛДУ Кито                 | Индепендьенте дель Валье |
| 2024   | ЛДУ Кито                 | Индепендьенте дель Валье |
| 2025   |                          |                          |

## Выступления по клубам
| Клуб                                 | Чемпионств | Вице- чемпионств |
| ------------------------------------ | ---------- | ---------------- |
| Барселона (Гуаякиль)                 | 16         | 13               |
| Эмелек (Гуаякиль)                    | 14         | 15               |
| Эль Насьональ (Кито)                 | 13         | 7                |
| ЛДУ Кито                             | 13         | 6                |
| Депортиво Кито                       | 5          | 3                |
| Депортиво Куэнка                     | 1          | 5                |
| Индепендьенте дель Валье (Сангольки) | 1          | 3                |
| Дельфин (Манта)                      | 1          | 1                |
| Ольмедо (Риобамба)                   | 1          | 1                |
| Эверест (Гуаякиль)                   | 1          | 0                |

По городам:
1. Гуаякиль — 31
2. Кито — 29
3. Куэнка — 1
4. Манта — 1
5. Риобамба — 1
6. Сангольки — 1